# Chapín

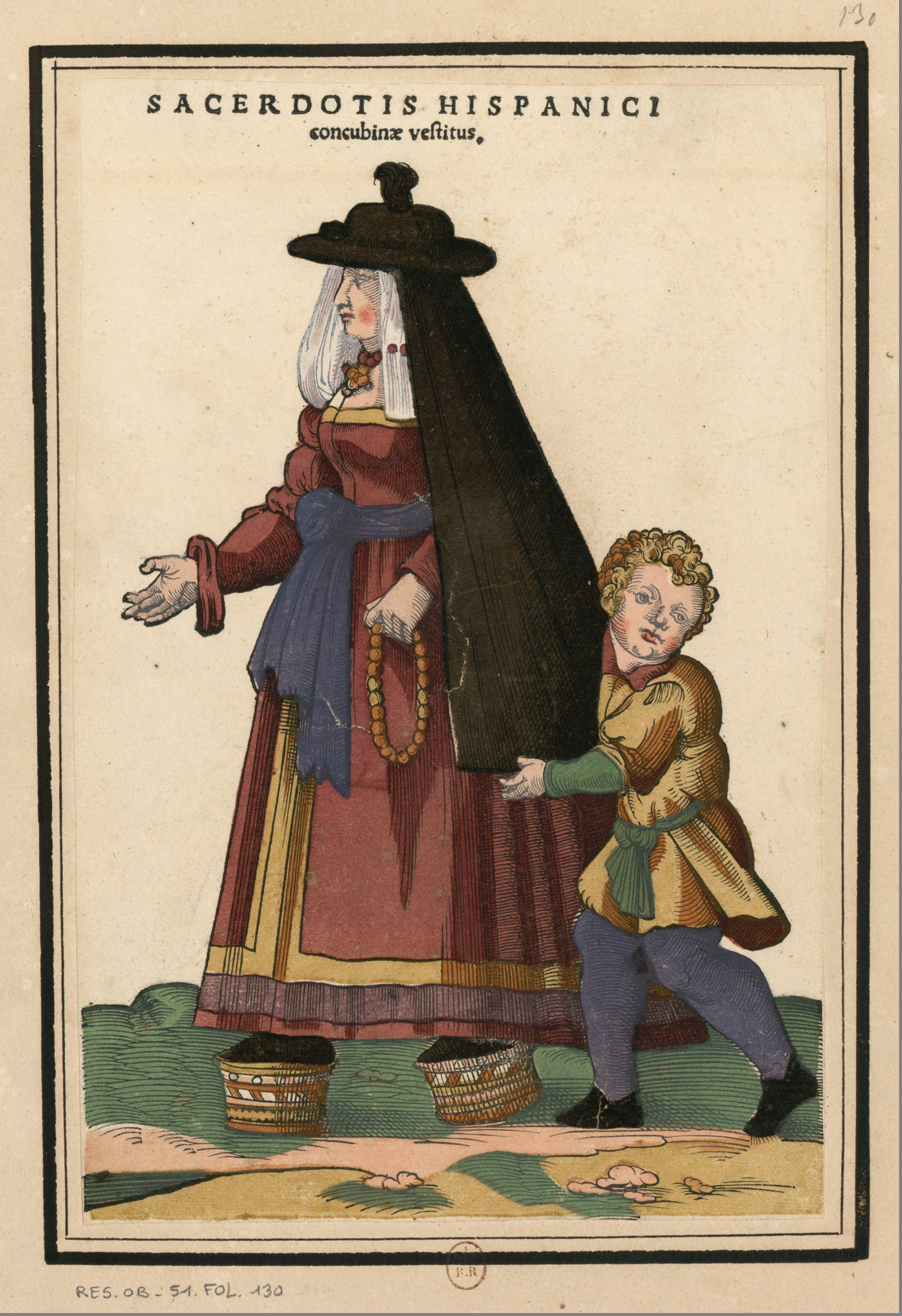
Dama con chapines en una lámina del Ensemble de gravures de costumes espagnols du XVIe siècle, de Roger de Gaignières (hacia 1600).

Chapín o chapines es un calzado de uso femenino, de origen español, posiblemente griego,  usado a partir del siglo XV,  Su nombre, de origen onomatopéyico, designa un tipo de chancla con suela de corcho y fino forro de cordobán. En las puntas tenían chapas de metal,  por ello llamados chapines, ya que tenían varias de estas en cada punta del corcho,   como protección, y que hacían un sonido peculiar al andar. En América, cuando era La Nueva España, los gachupines;  que eran españoles llegados, nacidos criollos o mestizos, que hicieron riquezas en el nuevo continente,  generalizaron su uso. 
El chapín quedaba sujeto al empeine con dos orejas de cuero o tela atadas con algún tipo o sistema de cordón. Había modelos de punta cerrada y otros en los que del talón salía una tira a cada lado de la suela, pasaba por el empeine y se ataba en una oreja. Se considera de origen castellano o levantino y asociado a las mujeres mozárabes, siendo a partir del siglo XV adoptado por las clases privilegiadas de la corte española.

## En el Siglo de Oro Español
El uso de este calzado fue mencionado y, a menudo, satirizado por algunos escritores del Siglo de Oro. Así lo hizo Cervantes en su novela Rinconete y Cortadillo y Quevedo en alguno de sus Romances. En el acto I de El perro del hortelano, Lope de Vega les dedicó estos versos:
No la imagines vestida
con tan linda proporción
de cintura, en el balcón
de unos chapines subida.
Toda es vana arquitectura;
porque dijo un sabio un día
que a los sastres se debía
la mitad de la hermosura.

## Uso para referirse a los oriundos de Guatemala
El término chapín también se utiliza para referirse de forma coloquial, a los originarios y nacidos  en la Ciudad de Guatemala.  Específicamente en la zona 1. Aunque viene desde que se fundó Santiago de los caballeros, hoy Antigua ciudad de Guatemala.  Los gachupines,  eran españoles que llegaron,  o nacieron  en dicha ciudad, durante la época de la nueva España,  y muchos de ellos ya utilizaban el calzado español llamado chapín,  para caminar en aquellas calles barrosas, antes de ser empedradas.  Estos primeros Gachupines que utilizaban dicho calzado, eran  españoles descendientes criollos o mestizos (Estos últimos llamados también ladinos),  que hicieron fortuna en América, y utilizaban zapatos chapines,  para presumir de alta alcurnia, ya que en la península ibérica, lo utilizaban personas acaudaladas.   José Milla y Vidaurre en su obra Cuadro de costumbres (1865), lo reforzó con la creación del personaje Juan Chapín en Un viaje al otro mundo pasando por otras partes, obra que retrata al guatemalteco de la ciudad, de la segunda mitad del siglo XIX. En Guatemala hay una avenida( 13 avenida A)  de la Ciudad capital en la zona 1, llamada Juan chapín,  entre la calle de Candelaria hoy 13 avenida de la zona 1, y el Cerrito del Carmen.   Actualmente,  los nacidos en la zona 1 de la ciudad capital de Guatemala son los chapines, y gachupines, usualmente de ascendencia ladina,  ya que los descendientes directos mayas o indígenas guatemaltecos no se autodenominan chapines, y no les agrada ser reconocidos como tales. 

### Localidad de Chapinero (Bogotá)
Una extensa área de la capital de Colombia, llamada Chapinero, deriva su nombre de este calzado. Dice la tradición que en esta zona se estableció en el siglo XVII el señor Antón Hero Cepeda, zapatero español, procedente de Cádiz y fabricante de este tipo de zapatos, quien denominaba a su producto el chapín Hero. Con el tiempo la contracción del nombre llevó a la palabra actual.
Localidad de Chapinería (Madrid, España)
La toponimia de esta localidad madrileña procede del término chapín. Chapinería se refiere al sitio donde se hacían chapines y chapinero al que por oficio hacía o vendía chapines. Esta zona de pastos era frecuentada por pastores trashumantes, los cuales usaban chapines metálicas en sus zapatos, del mismo modo se denominaba chapines a los chanclos de corcho que usaban las mujeres durante el siglo de Oro y posterior. Los zapateros utilizaban el término chapines para las chapas metálicas semicirculares que se colocaban en las punteras y talones de las suelas de los zapatos de uso común; en la actualidad se siguen manteniendo diferentes tamaños de chapas metálicas en el calzado de claqué.